# Saint-Éloi (Creuse)
Saint-Eloi – miejscowość i gmina we Francji, w regionie Nowa Akwitania, w departamencie Creuse.
Według danych na rok 1990 gminę zamieszkiwało 175 osób, a gęstość zaludnienia wynosiła 11 osób/km² (wśród 747 gmin Limousin Saint-Eloi plasuje się na 453. miejscu pod względem liczby ludności, natomiast pod względem powierzchni na miejscu 420.).